# Hrabia Northumberland
Hrabiowie Northumberland 1. kreacji (parostwo Anglii)
- 1377–1405: Henry Percy, 1. hrabia Northumberland

Hrabiowie Northumberland 2. kreacji (parostwo Anglii)
- 1416–1455: Henry Percy, 2. hrabia Northumberland
- 1455–1461: Henry Percy, 3. hrabia Northumberland
- 1470–1489: Henry Percy, 4. hrabia Northumberland
- 1489–1527: Henry Algernon Percy, 5. hrabia Northumberland
- 1527–1537: Henry Percy, 6. hrabia Northumberland

Hrabiowie Northumberland 3. kreacji (parostwo Anglii)
- 1557–1571: Thomas Percy, 7. hrabia Northumberland
- 1571–1572: Thomas Percy, 7. hrabia Northumberland
- 1572–1585: Henry Percy, 8. hrabia Northumberland
- 1585–1632: Henry Percy, 9. hrabia Northumberland
- 1632–1668: Algernon Percy, 10. hrabia Northumberland
- 1668–1670: Joceline Percy, 11. hrabia Northumberland

Hrabiowie Northumberland 4. kreacji (parostwo Anglii)
- 1674–1716: George FitzRoy, 1. hrabia Northumberland

Hrabiowie Northumberland 5. kreacji (parostwo Wielkiej Brytanii)
- Patrz: Książę Northumberland